# Corydoras ornatus
 Corydoras ornatus és una espècie de peix de la família dels cal·líctids i de l'ordre dels siluriformes.

## Morfologia
Els mascles poden assolir els 4,9 cm de longitud total.

## Distribució geogràfica
Es troba a Sud-amèrica: Brasil.